# Chiron Corporation
Chiron Corporation (/ ˈkaɪrɒn / KY-ron) là một công ty công nghệ sinh học đa quốc gia của Mỹ có trụ sở tại Emeryville, California, được Novartis International AG mua lại vào ngày 20 tháng 4 năm 2006. Nó có văn phòng và cơ sở tại mười tám quốc gia trên năm châu lục. Hoạt động kinh doanh và nghiên cứu của Chiron thuộc ba lĩnh vực chính: dược phẩm sinh học, vắc-xin và xét nghiệm máu. Vắc-xin và các đơn vị xét nghiệm máu của Chiron đã được kết hợp để tạo thành Vắc-xin và Chẩn đoán Novartis, trong khi Chiron BioPharmologists được tích hợp vào Novartis Dược phẩm. Vào năm 2014, Novartis đã hoàn thành việc bán đơn vị chẩn đoán truyền máu ("Novartis Chẩn đoán") cho Grifols, S.A. (Barcelona, Tây Ban Nha) và công bố thỏa thuận bán đơn vị vắc-xin ("Vắc-xin Novartis") cho vắc-xin GSK.

## Lịch sử ban đầu
Chiron được thành lập năm 1981 bởi chủ tịch, William J. Rutter, chủ tịch và giám đốc điều hành, giáo sư Edward Penhoet, và phó chủ tịch nghiên cứu, Pablo DT Valenzuela. Tất cả đều là học giả từ Đại học California; Penhoet tại Berkeley, nơi ông tiếp tục giảng bài, và những người khác từ San Francisco. Chiron đã hợp tác với công ty dược phẩm khổng lồ của Thụy Sĩ, Ciba-Geigy Ltd., thông qua Công ty Biocine, để sử dụng kỹ thuật di truyền để phát triển vắc-xin và điều trị, phòng ngừa và chẩn đoán các bệnh như AIDS, herpes và sốt rét. Các quan hệ đối tác khác bao gồm Thicon Inc. để phát triển hoóc môn yếu tố tăng trưởng để điều trị vết thương và Merck & Co để phát triển một cải tiến cho vắc-xin viêm gan B hiện tại của họ. Năm 1986, Giáo sư Penhoet nói: "Chiến lược kinh doanh của chúng tôi là chiếm lĩnh các thị trường nhỏ thay vì chiếm một sự hiện diện nhỏ trong một thị trường rộng lớn". Thị trường mà Chiron đang tập trung vào là nhãn khoa, mà ông Penhoet nói là "đủ lớn để thú vị, nhưng đủ nhỏ để phục vụ với 40 nhân viên bán hàng." Giáo sư Penhoet cũng tuyên bố rằng Chiron được thành lập để cung cấp công nghệ cho phép đối với những người khác sử dụng theo giấy phép, và sau đó nói rằng Chiron "gần với một tập đoàn ảo nhất có thể", với một vài tài sản cố định nhưng có nhiều mối quan hệ hơn.